# 扎巴城
扎巴城，位于中国青海省化隆县扎巴乡扎巴村，为青海省市县级文物保护单位，公布日期为1986年12月8日，类型为古遗址。
扎巴城的历史年代为清。